# Patrik Flodin
Patrik Flodin (ur. 16 sierpnia 1984 w Ilsbo) – szwedzki kierowca rajdowy. W swojej karierze wywalczył mistrzostwo Szwecji.
Swój debiut rajdowy Flodin zaliczył w 2001 roku. W 2005 roku zadebiutował w Rajdowych Mistrzostwach Świata. Pilotowany przez Morgana Olssona i jadący Mitsubishi Lancerem Evo 7 zajął wówczas 36. miejsce w Rajdzie Szwecji. W 2007 roku rozpoczął starty w serii Production Car World Rally Championship samochodem Subaru Impreza WRX STI. W 2007 roku był 26. w klasyfikacji, w 2008 roku - 10., a w 2009 roku - zajął 7. pozycję w PCWRC. Z kolei w 2010 roku odniósł 2 zwycięstwa w PCWRC - w Rajdzie Szwecji i Rajdzie Jordanii.
W 2006 roku Flodin osiągnął sukces na rodzimych trasach, w Szwecji. Jadąc Subaru Imprezą wywalczył wówczas mistrzostwo Szwecji. W 2009 roku natomiast został rajdowym mistrzem Rosji.

## Występy w mistrzostwach świata
| Sezon | Zespół                          | Samochód                                          | 1        | 2      | 3      | 4             | 5             | 6          | 7        | 8      | 9         | 10        | 11            | 12        | 13              | 14        | 15            | 16        | Punkty | Miejsce |
| ----- | ------------------------------- | ------------------------------------------------- | -------- | ------ | ------ | ------------- | ------------- | ---------- | -------- | ------ | --------- | --------- | ------------- | --------- | --------------- | --------- | ------------- | --------- | ------ | ------- |
| 2005  | Patrik Flodin                   | Mitsubishi Lancer Evo 7                           | Monako   | 36     | Meksyk | Nowa Zelandia | Włochy        | Cypr       | Turcja   | Grecja | Argentyna | 25        | Niemcy        | NU        | Japonia         | Francja   | Hiszpania     | Australia | 0      | –       |
| 2006  | Patrik Flodin                   | Subaru Impreza WRX STI                            | Monako   | NU     | Meksyk | Hiszpania     | Francja       | Argentyna  | Włochy   | Grecja | Niemcy    | 12        | Japonia       | Cypr      | Turcja          | Australia | Nowa Zelandia | 14        | 0      | –       |
| 2007  | Rally Team Olsberg              | Subaru Impreza WRC Subaru Impreza WRX STI         | Monako   | 11     | 11     | Meksyk        | 16            | 29         | Włochy   | NU     | 15        | Niemcy    | NU            | 43        | Francja         | 21        | NU            | NU        | 0      | –       |
| 2008  | Rally Team Olsberg              | Subaru Impreza WRX STI Mitsubishi Lancer Evo 9    | Monako   | 39     | Meksyk | Argentyna     | Jordania      | Włochy     | Grecja   | Turcja | NU        | Niemcy    | Nowa Zelandia | Hiszpania | Francja         | Japonia   | 11            |           | 0      | –       |
| 2009  | Uspenskiy Rally Tecnica         | Subaru Impreza WRX STI                            | Irlandia | 25     | Cypr   | NU            | Argentyna     | 16         | 19       | Polska | 13        | Australia | Hiszpania     | 20        |                 |           |               |           | 0      | –       |
| 2010  | Uspenskiy Rally Tecnica         | Subaru Impreza WRX STI                            | 18       | Meksyk | 11     | Turcja        | Nowa Zelandia | Portugalia | Bułgaria | NU     | 20        | 11        | Francja       | Hiszpania | 22              |           |               |           | 0      | –       |
| 2011  | Uspenskiy Rally Tecnica Grifone | Subaru Impreza WRX STi Mini John Cooper Works WRC | Szwecja  | Meksyk | 29     | Jordania      | 19            | 10         | Grecja   | 22     | 27        | Australia | Francja       | 21        | Wielka Brytania |           |               |           | 1      |         |